# Age of Chivalry
Age of Chivalry — Многопользовательская игра, созданная командой Team Chivalry как модификация для Half-Life 2. Действия игры происходят в средневековье, игровой процесс нацелен на схватки в ближнем бою с применением холодного оружия, хотя и присутствует стрелковое оружие «одного выстрела», взамен обрётшее огромную мощность, выстрел из арбалета навылет пробивает тела лёгких пехотинцев, а попадание в ногу свалит даже «танка».

## Предыстория
Десять лет рыцари королевства Агата (Knights of Agatha) провели в крестовом походе. Вернувшихся на родину крестоносцев вместо хлеба и соли встретили мечами и топорами — пока их не было, королевство захватил кузен короля, Говин Мейсон по прозвищу Жестокий (Gauwyn «The Fierce» Mason). Его беспощадные воины, Орден Мэйсона (Mason Order), убили короля, а единственного наследника захватили в плен. Они грабят и убивают крестьян, насаждая террор и беззаконие. Полные священной ярости, агатийцы бросаются на врага. С обеих сторон в смертельной схватке сходятся закалённые в боях ветераны. Удастся агатийцам вернуть Родине мир и покой, или эти земли навеки поглотит тьма, покажет лишь время…

## Игровой процесс

Игровой процесс

Перед началом каждого раунда игроки вправе выбрать за какую из сторон конфликта они будут играть. На выбор предлагается две фракции: рыцари Агатии (англ. — Agathia Knight) и Орден Мэйсона (англ. — Mason order). Большинство карт имеют несколько целей; завершение одной ведет к следующей, пока последняя цель не будет достигнута или защищающаяся команда не помешает другой команде завершить их в отведенное время. Цели разнообразны — от захвата стратегических точек до убийства невинных жителей, а также осады замков, штурма ворот и постройки мостов. Age of Chivalry использует динамические кампании, в которых исход битвы влияет на выбор следующей карты.

## Классы
В игре 9 классов: Лучник (Longbowman), Арбалетчик (Crossbowman), Копьеносец (Javelineer), Телохранитель (Man-At-Arms), Сержант (Sergeant), Гвардеец (Guardsman), Крестоносец (Crusader), Рыцарь (Knight) и Тяжелый Рыцарь (Heavy Knights). Каждый класс имеет свои уникальные оружия, скорость передвижения и броню.

## Отзывы и рецензии
Игра получила преимущественно положительные отзывы от критиков и самих игроков. Журнал PC Gamer отметил большие игровые карты, «поощряющие тактику» и в целом «поощряющие импровизацию в командной игре».

## Наследие
Позже мод превратился в полноценную игру под названием Chivalry: Medieval Warfare, разработанную Torn Banner Studios (сотрудники которой участвовали в разработке мода) в качестве их первой коммерческой игры.